# Национална спортна академия
Националната спортна академия „Васил Левски“ (съкратено НСА) е специализирано държавно висше училище в София, България. Създадено е през 1942 г. с Указ на цар Борис III с името Висше училище за телесно възпитание. През 1953 г. е преименувано на Висш институт за физическо възпитание и спорт (ВИФ) с патрон Георги Димитров. През 1995 г. с Указ на Народното събрание е преименувано на Национална спортна академия „Васил Левски“.

## Обучение
НСА има три факултета, в които се обучават около 3 500 студенти.
В тях се подготвят специалисти по бакалавърски, магистърски и докторски програми. Обучението е редовно или задочно.
Бакалавърска степен се придобива след успешно положени изпити през 4-годишно обучение (8 семестъра) и минимум 240 учебни кредита. Магистърска степен се придобива след допълнително обучение (2 – 3 семестъра) и минимум 300 учебни кредита.
- Факултет „Педагогика“ – подготвя учители по физическа култура и спорт за основните и средните училища в България,
- Факултет „Спорт“ – подготвя треньори по около 60 вида спорт, за нуждите на спортните клубове в България,
- Факултет „Обществено здраве, здравни грижи и туризъм“ – подготвя специалисти-кинезитерапевти за нуждите на масово-оздравителната и лечебната физическа култура, медицински сестри и спортни аниматори.

Центърът за следдипломна квалификация към НСА предлага на своите студенти допълнително обучение и диплома за:
- спортни мениджъри
- спортни журналисти и коментатори,
- спортен масаж,
- треньори по адаптирана физическа активност,
- треньори по бойно-приложна физическа подготовка за БА и МВР.